# Applied Physics Laboratory
Pour les articles homonymes, voir APL.

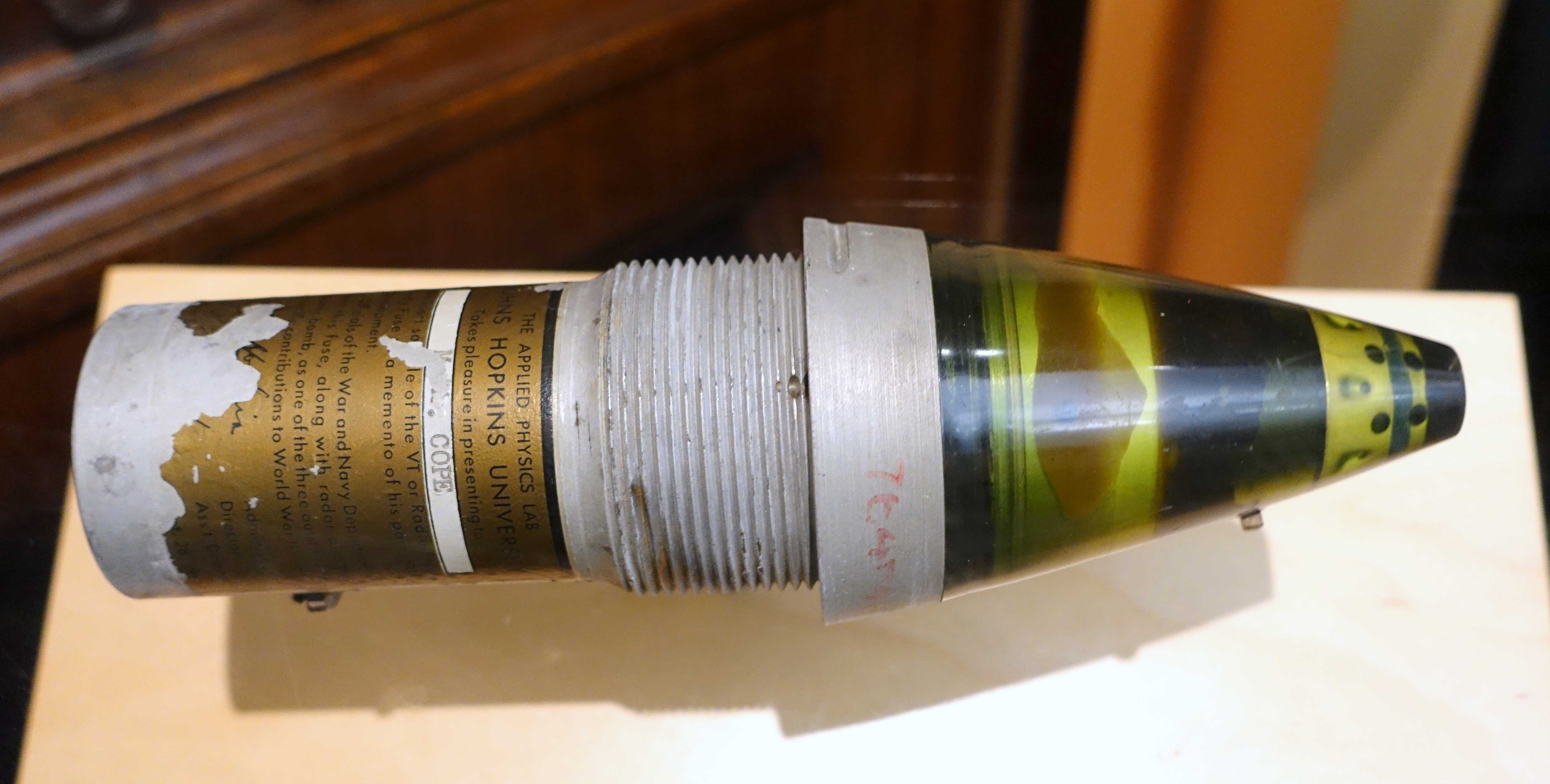
Fusée de proximité développée en 1945 par le laboratoire.

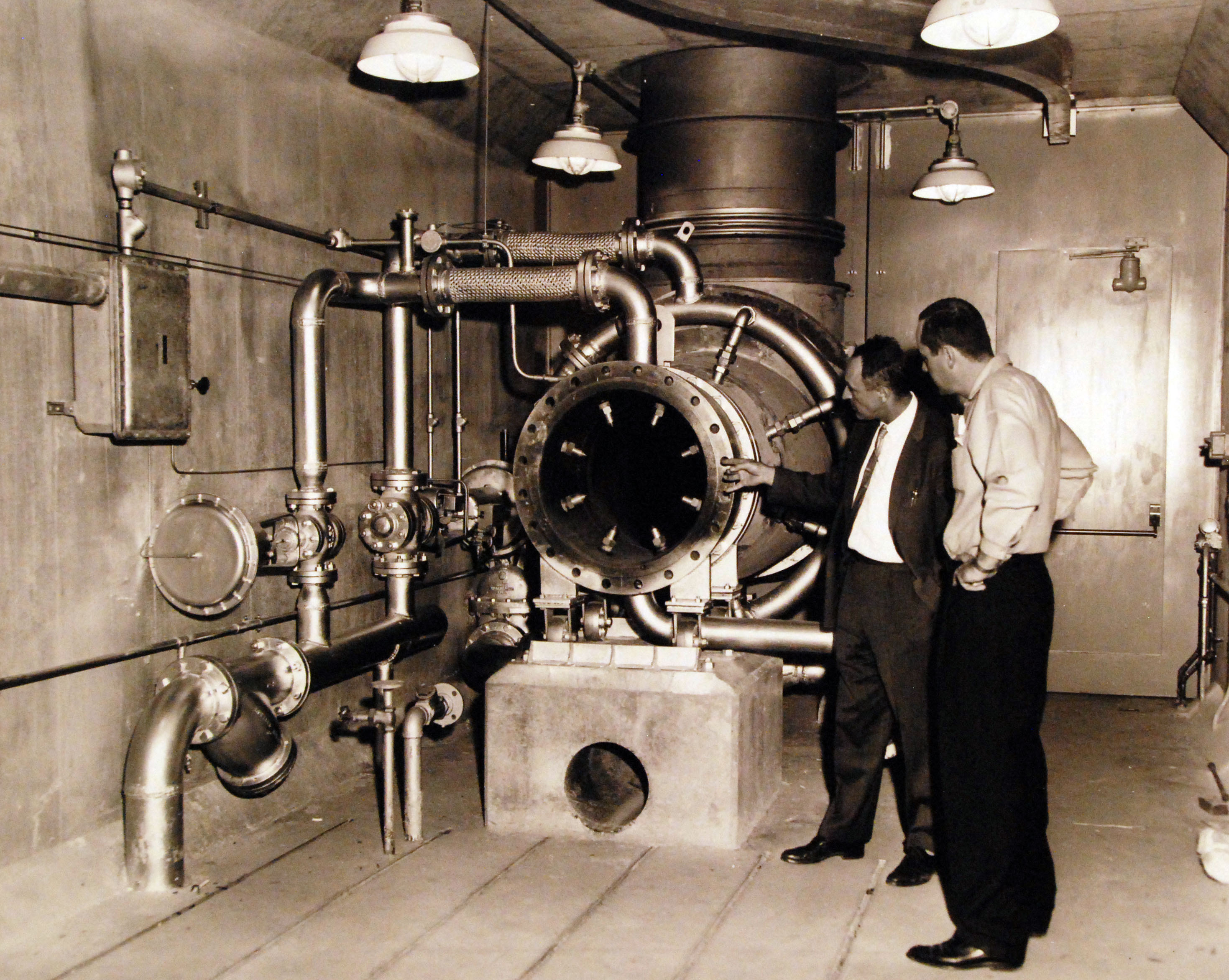
Installation utilisée en 1961 pour tester le comportement des fusées, missiles et engins aérobies lorsqu'ils sont soumis à une à très haute température dans la haute atmosphère.

L'Applied Physics Laboratory (en français : « Laboratoire de physique appliquée ») ou APL (également JHU/APL ou JHUAPL) est un laboratoire de recherche et développement américain faisant partie de l'université Johns-Hopkins. Ce laboratoire, qui est installé au nord de Washington D.C., emploie 7 600 personnes dont 79 % de techniciens, ingénieurs et  scientifiques et travaille essentiellement sur des programmes militaires. Il est notamment engagé dans les développements des systèmes de missiles de l'aéronavale américaine (Aegis, missiles Standard...) qui est son principal donneur d'ordres. Le laboratoire est créé en 1942 à l'initiative du gouvernement américain pour favoriser la conception des technologies nécessaires à l'effort de guerre en créant des passerelles entre les universités et l'industrie. APL conçoit à cette époque la fusée de proximité qui permet d'améliorer l'efficacité de la lutte antiaérienne.

## Principaux domaines d'activité
Les domaines d'activité du laboratoire APL sont les suivants (volume d'activité approximatif),  : 
- Défense anti-aérienne et anti missile des armées terrestres et des forces terrestres 20 %).
- Activité spatiale civile (15 %)
- Contrôle maritime (10 %)
- Défense cybernétique (<10 %)
- Protection du territoire (<10%)
- Frappe de précision (<10 %)
- Opérations spéciales (<10 %)
- Dissuasion stratégique (<10 %)
- Santé publique : prévention, soins
- Analyse de la sécurité nationale
- Sécurité spatiale.

Les principaux donneurs d'ordre du laboratoire sont en 2018 la Marine de guerre américaine (environ 35 % de l'activité), La NASA (15 %), la Missile Defense Agency (« Agence chargée de la défense anti-missile balistique ») (10 %) et d'autres donneurs d'ordre du département de la Défense américain (15 %).

## Quelques-uns des programmes emblématiques
APL a en portefeuille en 2020 quelque 600 programmes de recherche et de développement. Parmi les plus notables figurent :  
- Direction technique depuis son origine des trois  composants du système de missile AEGIS de l'US Navy, principal système anti-aérien et anti-missile de la flotte de guerre américaine : Aegis, le missile SM-6 et le Cooperative Engagement Capability.
- Développement pour le compte des services de renseignement américains des logiciels de défense contre les cyberattaques visant le pays et mise au point d'une expertise dans la recherche de l'origine de ces agressions.
- Développement d'un programme de test et d'évaluation permettant de mesurer les performances du système de missiles embarqué à bord des sous-marins nucléaires lanceurs d'engins.
- Le laboratoire joue un rôle majeur dans le développement du système de communications utilisé par les dirigeants américains.
- Étude des formes des missiles hypersoniques, les capteurs infrarouges et radio à bas cout et les stratégies de guidage, navigation et contrôle de ces missiles. Les résultats sont utilisés pour développer la prochaine génération de missiles hypersoniques.
- Développement de solutions pour faire face aux problèmes nationaux complexes touchant la sécurité, l'espace et la santé.
- Développement pour le compte de l'agence de recherche militaire (DARPA) d'une prothèse de bras intelligente permettant à un amputé de disposer de l'ensemble des sensations et capacités de son bras d'origine.

## Activité dans le domaine du spatial civil

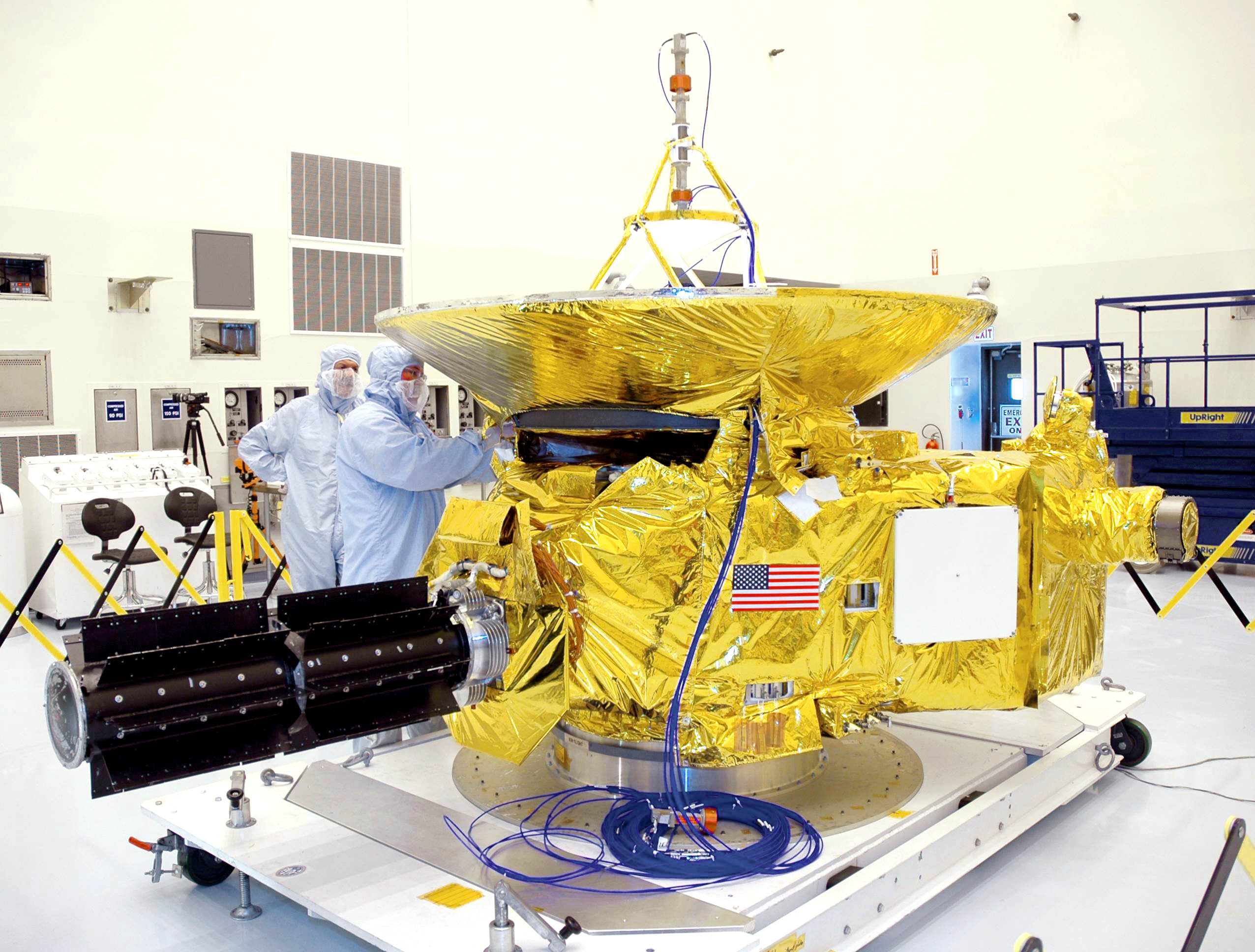
Le laboratoire APL a notamment construit la sonde New Horizons visible ici peu avant son lancement.

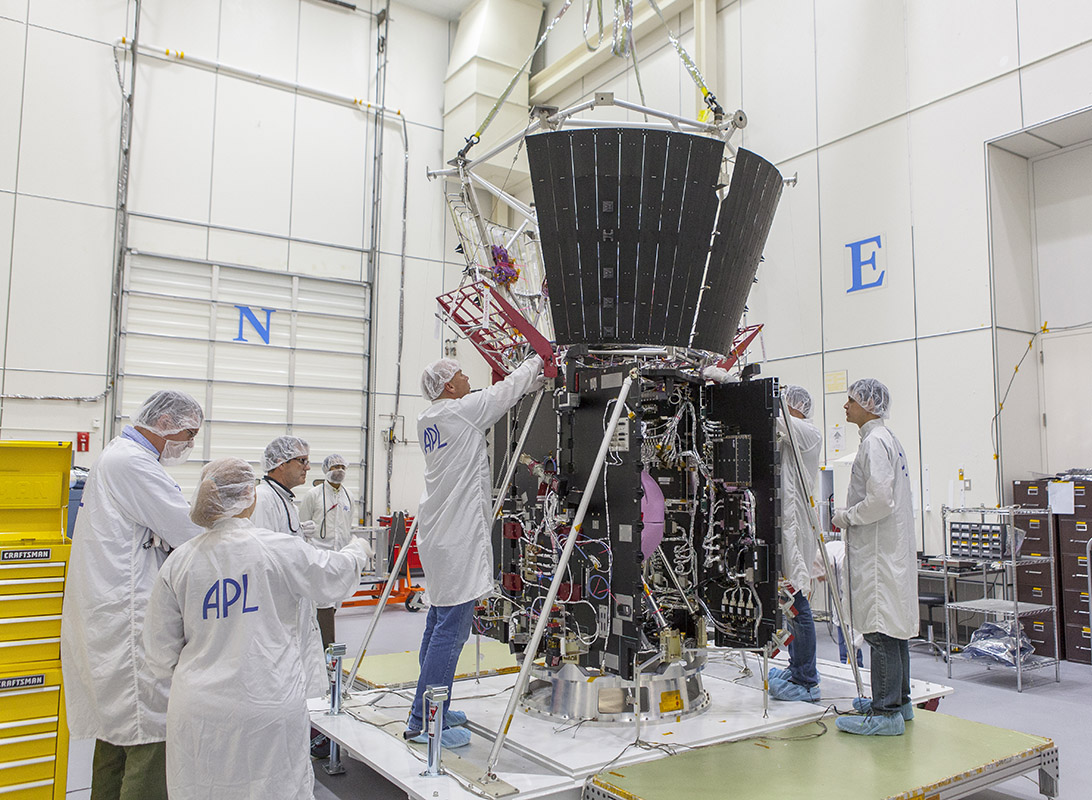
L'observatoire solaire Parker en cours d'assemblage dans les locaux de l'APL.

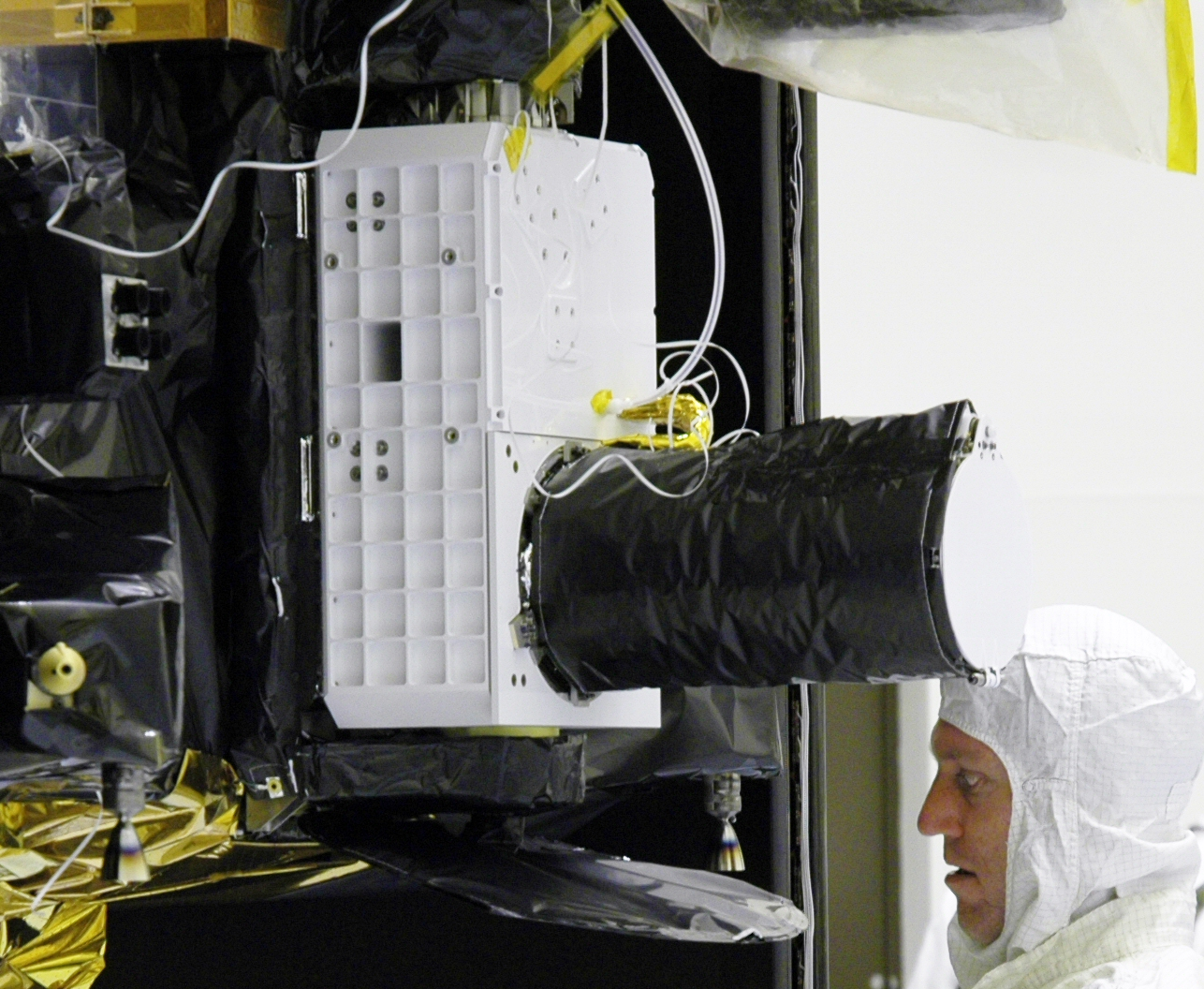
CRISM (Compact Reconnaissance Imaging Spectrometer for Mars) spectromètre imageur infrarouge de l'orbiteur martien Mars Reconnaissance Orbiter.

Bien que cette activité représente une fraction mineure de son plan de charge (de l'ordre de 15 %), APL est un acteur important dans le domaine de la conception et la construction des sondes spatiales chargées d'explorer le système solaire et de la réalisation des satellites scientifiques et des instruments scientifiques spatiaux. Depuis sa création la division spatiale civil APL, qui emploie 150 scientifiques, a ainsi conçu 64 engins spatiaux et 150 instruments embarqués (chiffres 2013). 
APL a notamment développé pour le compte de la NASA les missions suivantes :
- NEAR Shoemaker lancée en 1996.
- ACE (1997).
- FUSE (1999) télescope spatial ultraviolet.
- TIMED (2001).
- CONTOUR (2002).
- Messenger (2004) première sonde spatiale à s'être placée en orbite autour de la planète Mercure.
- New Horizons (2006) première sonde spatiale à avoir étudié in situ la planète naine Pluton.
- STEREO (2006).
- Van Allen Probes (2012).
- La sonde solaire Parker lancé en 2018.
- Europa Clipper (2023) APL est partenaire du Jet Propulsion Laboratory pour le développement de cette sonde spatiale chargée d'étudier la lune Europe de la planète géante Jupiter.
- DART (2020) mission destinée à évaluer une méthode permettant de modifier l'orbite d'un petit astéroïde.
- Dragonfly (2026) sonde semblable à un drone dont la mission sera d'étudier Titan, le satellite de Saturne, à la recherche de composés chimiques nécessaires à la vie[9].

APL héberge le centre de contrôle des sondes spatiales qu'il développe. C'est ainsi qu'en 2013 APL assure la surveillance et le contrôle de New Horizons en route pour Pluton, Messenger en orbite autour de Mercure, les sondes STEREO qui étudient le Soleil et TIMED en orbite terrestre.
Les principaux instruments scientifiques développés sont :
- SO-SIS (Solar Orbiter Suprathermal Ion Spectrograph) (2020) instrument mesurant les caractéristiques des ions lourds embarqués à bord de la sonde spatiale européenne Solar Orbiter.
- L'LORRI (Lucy Long-Range Reconnaissance Imager) caméra de la sonde spatiale Lucy (2021).
- PIMS (Plasma Instrument for Magnetic Sounding) magnétomètre de la sonde spatiale Europa Clipper (2025).
- EIS (Europa Imaging System) caméra de la sonde spatiale Europa Clipper (2025).
- JOEE et JENI instruments embarqués à bord de la sonde spatiale Jupiter Icy Moons Explorer (2022) de l'Agence spatiale européenne.
- GRNS (Gamma-Ray and Neutron Spectrometer) est un spectromètre embarqué à bord de la sonde spatiale Psyché (2022)
- MEGANE (Mars-moon Exploration with GAmma rays and NEutrons) est un instrument mesurant la composition de la surface de la Lune embarqué à bord de la mission japonaise Martian Moons Explorer (2024).
- OLA (OSIRIS-REx Laser Altimeter) altimètre laser embarqué à bord de la sonde spatiale OSIRIS-REx (2016).
- JEDI (Jupiter Energetic Particle Detector Instrument) détecteur de particules de la sonde spatiale Juno (2011).
- Mini-RF (Miniature Radio Frequency Instrument) radar embarqué à bord des missions Lunar Reconnaissance Orbiter (2009) et Chandrayaan-1 (2008).
- CRISM (Compact Reconnaissance Imaging Spectrometer for Mars) spectromètre imageur infrarouge de l'orbiteur martien Mars Reconnaissance Orbiter (2005).
- MIMI (Magnetospheric IMaging Instrument) magnétoscope imageur de la mission Cassini (1997).
- EPIC (Energetic Particles and Ion Composition) instrument  du satellite scientifique GEOTAIL (1992).
- MFE (Magnetic Field Experiment) instrument du satellite scientifique suédois Freja (1992).
- HI-SCALE (Heliosphere Instrument for Spectrum, Composition, and Anisotropy at Low Energies) instrument  de la sonde spatiale Ulysses (1990).
- EPD (Energetic Particle Detector) instrument de la sonde spatiale Galileo (1989).
- AMPTE (Active Magnetospheric Particle Tracer Explorers).
- LECP (Low Energy Charged Particle) instrument de mesure des caractéristiques des particules à faible énergie embarqué à bord des sondes Voyager (1977).
- CPME et EPE instruments embarqués à bord du satellite scientifique IMP-8 (1973).